# Rheingau-Gymnasium
Das Rheingau-Gymnasium Schöneberg (RGS) ist eine gymnasiale Oberschule im Berliner Ortsteil Friedenau.
Der Name des Gymnasiums ist abgeleitet von der parallel zum Gebäude verlaufenden Rheingaustraße und dem in der Nähe liegenden Rheingauviertel. 
Die Schule feierte 2006 ihr 100. Jubiläum und ist die zweitälteste noch bestehende Lehranstalt Friedenaus. Zu den Wahrzeichen der Schule zählen der ehemalige Astronomieturm sowie die wertvolle Walcker-Orgel in der Schulaula.

## Lage
Die Schule befindet sich als dreigeschossiger Bau auf einem U-förmigen Grundriss und mit hoch aufragendem Turm im Berliner Ortsteil Friedenau des Bezirks Tempelhof-Schöneberg auf dem Grundstück Schwalbacher Straße 3/4, Homuthstraße 1–5, Rheingaustraße 9 und Wiesbadener Straße 80/81, nicht weit entfernt vom U-Bahnhof Friedrich-Wilhelm-Platz. Hinter der Schule befindet sich ein Sportplatz mit Fußballfeld, zwei Sprunggruben, 50-Meter-Bahn und Kugelstoßfeld, der jedoch nicht der Schule, sondern einem Friedenauer Sportverein gehört, allerdings von den Schülern während der Schulzeit benutzt werden kann.

## Geschichte

### Gründung 1905–1990
Infolge rasch steigender Schülerzahlen in der aufstrebenden Gemeinde Friedenau beschloss im März 1905 die Gemeindevertretung die Errichtung einer Realschule. Diese sollte vorerst unter dem Dach des 1903 erbauten Friedenauer Gymnasiums (heute: Friedrich-Bergius-Schule am Perelsplatz) aufgebaut werden. Ostern 1906 konnte die erste Klasse der Realschule eröffnet werden. Aufgrund zukünftig weiterhin wachsender Schülerzahlen erfolgte der Beschluss eine selbstständige Schule unter der Leitung von Rudolf Schröder in einem eigenen Gebäude zu gründen.
Der im Jahr 1908 begonnene Bau des neuen Schulgebäudes nach dem Entwurf des Gemeindebaurats Hans Altmann wurde 1910 abgeschlossen. Der Schulleiter setzte sich mit seinem Vorschlag durch, keine reine Realschule in dem neuen Haus unterzubringen, sondern ein Reformrealgymnasium mit Realschule zu begründen. Diese neue Schulform setzte den Schwerpunkt auf die modernen Sprachen und hatte eine mathematisch-naturwissenschaftliche Orientierung, womit sie sich grundlegend vom humanistisch-altsprachlichen Gymnasium unterschied. Außerdem waren die Unterrichtsinhalte der gleichaltrigen Gymnasiasten und Realschüler identisch, sodass zum Vorteil der Realschüler ein späterer Wechsel der Schulform möglich wurde. Damit war im Westteil des heutigen Ortsteils Friedenau das zweite Gymnasium entstanden. Erst 1926 erhielt die Schule den Namen Rheingauschule.
Während des Zweiten Weltkriegs war auf dem markanten Turm ein Flakgeschütz installiert.
Bis 1948 war die Rheingauschule nur Jungen vorbehalten. Als Pendant wurde in 200 Metern Entfernung in der Goßlerstraße ein Gymnasium für Mädchen, das Königin-Luise-Mädchen-Lyzeum (heute: Paul-Natorp-Gymnasium) errichtet.

### 1990-heute
Heute wird das Rheingau-Gymnasium – wie auch das Paul-Natorp-Gymnasium – von Jungen und Mädchen besucht. Des Weiteren kooperieren die beiden Nachbarschulen eng miteinander. In der Regel besucht jeder Schüler der Oberstufe jeweils einen Leistungskurs auf seiner Schule und einen auf der anderen, sodass die entsprechenden Kurse mit Schülern des Rheingau- und des Paul-Natorp-Gymnasiums durchmischt sind und für die Schüler die Möglichkeit gegeben ist, die Fächer mit dem größten Interesse auch tatsächlich miteinander zu kombinieren.
Das Rheingau-Gymnasium wurde mehrmals umgebaut und renoviert. So wurden in den Jahren 2001–2002 sämtliche Toiletten und Lehrräume renoviert. Das ZDF finanzierte 2003 eine neue Cafeteria und erhielt so die Erlaubnis für Dreharbeiten der Doku-Soap Sabine!. Der gesamte Schulhof wurde bis 2006 neu gestaltet, des Weiteren entstanden für Rollstuhlfahrer ein –alle Teile der Schule erschließender – Aufzug sowie barrierefreie Zugänge.
Im September 2012 wurde die Schule von Rheingau-Oberschule in Rheingau-Gymnasium umbenannt. Durch den Zusatz Schöneberg bleibt die Abkürzung RGS weiterhin erhalten.
Seit 2012 wird jährlich im September das Schulfest Open Rheingau veranstaltet. Neben einem Bühnenprogramm auf dem Hof ist es unter anderem möglich den Turm der Schule zu begehen. Das Fest steht für die ehemaligen Rheingauschüler offen. Am  28. September 2024 fand die Feier zuletzt statt.

## Architektur

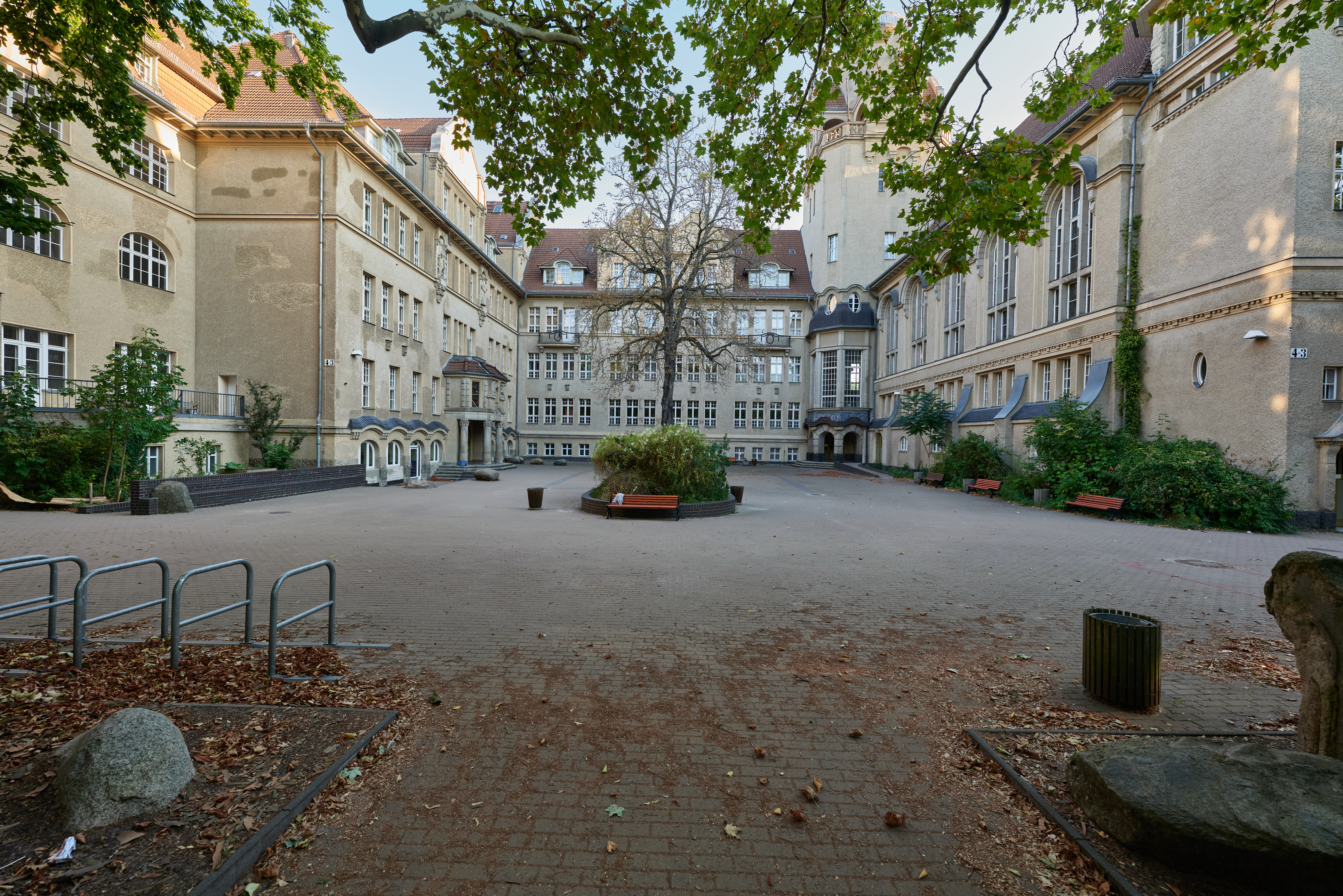
Der Schulhof des Rheingau-Gymnasiums

Im Ostflügel ist im Erdgeschoss die Turnhalle untergebracht, darüber die zweigeschossige Aula mit Bühne und Orgel auf der Empore. Im West- und im Nordflügel sind die Klassen- und Fachräume sowie die Verwaltung untergebracht. Der Westflügel ist zweibündig mit Mittelflur angelegt und zum Hof und zur Straße orientiert, der Nordflügel dagegen einbündig mit einem Flur an der Nordseite gebaut, die Klassen- und Fachräume liegen zum Hof hin. In den Gebäudeecken sind die beiden Haupttreppenhäuser mit den Hallen angeordnet, von denen aus Schüler und Lehrer sich in die Flure verteilen. Die Halle vor der Aula ist räumlich besonders prächtig mit vier zentralen Säulen ausgestaltet, auf denen der Kern des Turmbaus ruht. Der ehemalig für astronomische Beobachtungen genutzte Turm hat eine Höhe von über 30 Metern. Das Gebäude ist damit eines der höchsten Schulbauten in Berlin. In den Kopfbauten der beiden Seitenflügel befinden sich zwei weitere Nebentreppen, die die Klassen im Westflügel und die Turnhalle mit der Aula im Ostflügel zusätzlich erschließen.
Die Schule hat drei Eingänge: Im Hof befindet sich am Westflügel ein zweigeschossiger Vorbau mit dem Haupteingang, über dem zwei überlebensgroße Figuren – Martin Luther und Johann Wolfgang von Goethe darstellend – in die Wand eingelassen sind. Ebenfalls am Westflügel, zur Schwalbacher Straße gelegen, befindet sich ein Aufgang mit einer Wendeltreppe. Dabei ist es allerdings nicht möglich ins Erdgeschoss zu gelangen, dafür über einen Abgang direkt in das Untergeschoss. Im Winkel zwischen Nord- und Ostflügel bildet ein weiterer Eingang den Aufgang zur Aula, die zusätzlich durch ein prächtiges Doppelportal an der Homuthstraße zugänglich ist, das mit Porträtköpfen von Künstlern, Dichtern und Musikern geschmückt ist.
An drei Straßen wird der Dreiflügelbau mit dem Schulhof von einer Einfriedung aus Natursteinpfeilern und einem Zaun umschlossen, eine barock einschwingende Toranlage in der Mittelachse der Anlage öffnet den Zugang zum Schulhof. Die Schule besitzt eine symmetrische Anlage, ist durch viele zusätzliche Bauteile, vor allem durch den Hauptturm, durch Quergiebel, Nebentürme und Vorbauten bereichert, und erscheint als vielgestaltige, malerische Gebäudegruppe, die außerdem durch figürliche Bauplastik reich geschmückt ist. Der Bauschmuck stammt von dem Bildhauer Richard Kuöhl.
Das Gebäude wird in der Berliner Denkmalliste unter der Nummer 09066311 geführt.

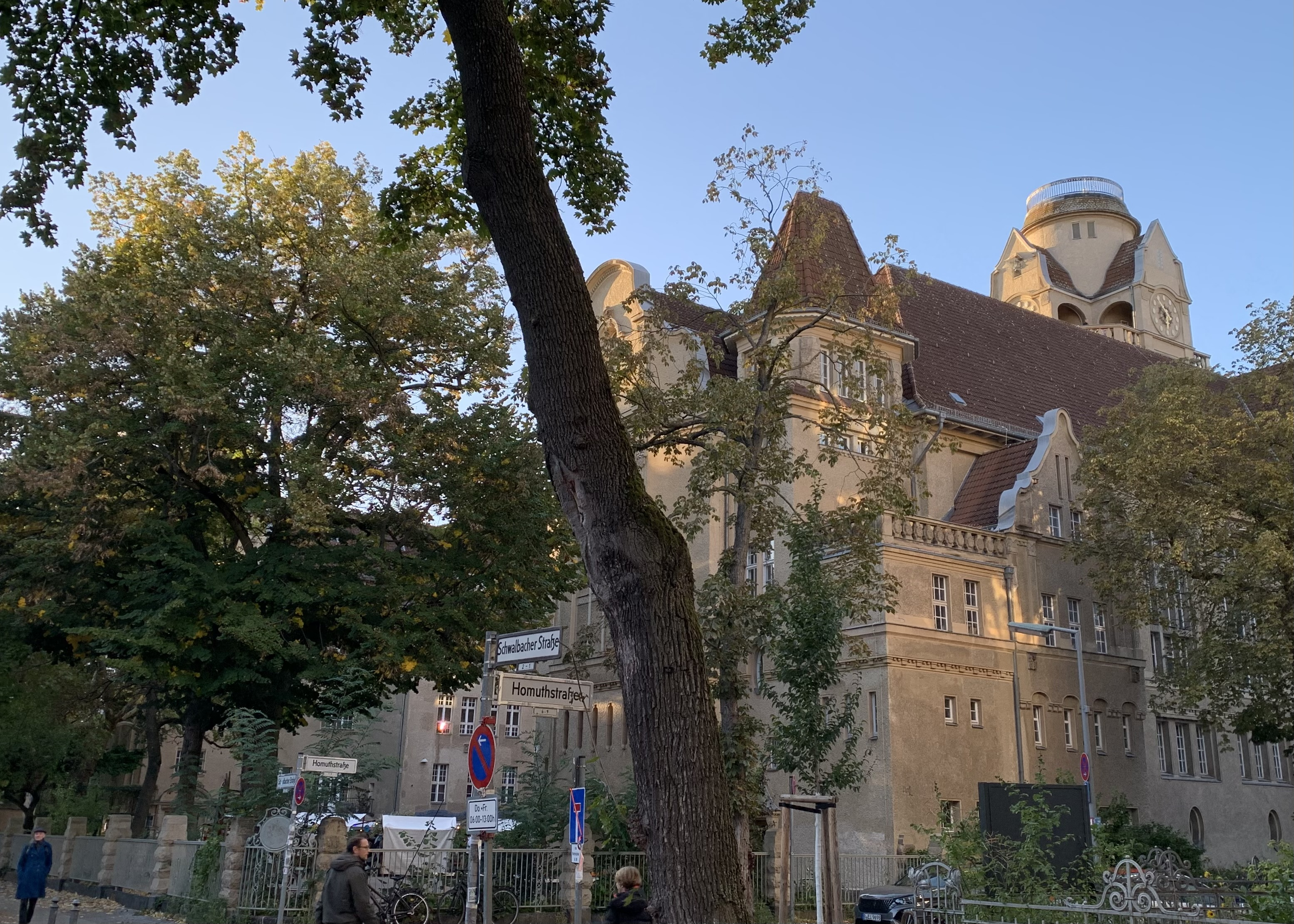
Der Ostflügel
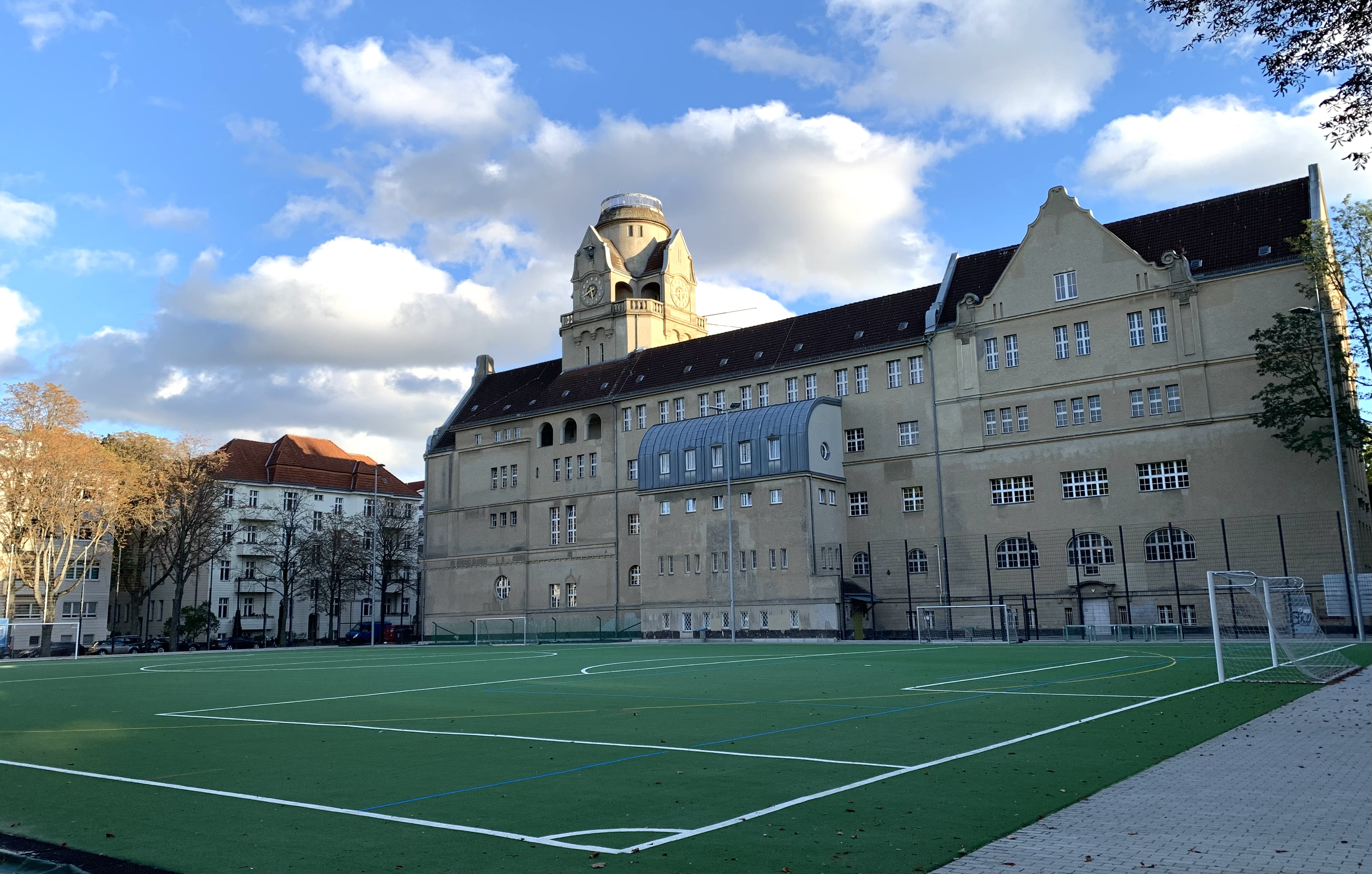
Der Sportplatz
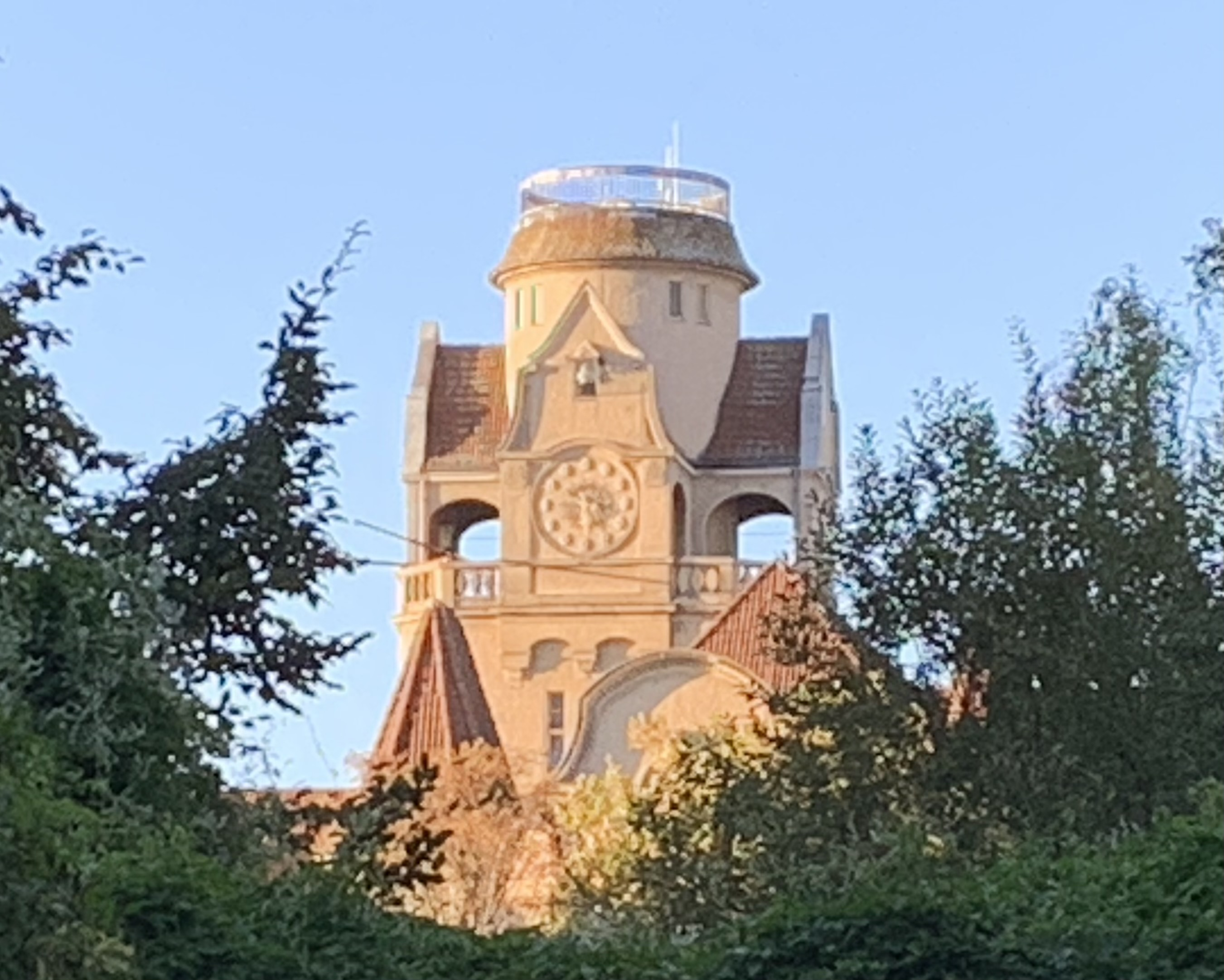
Der Turm
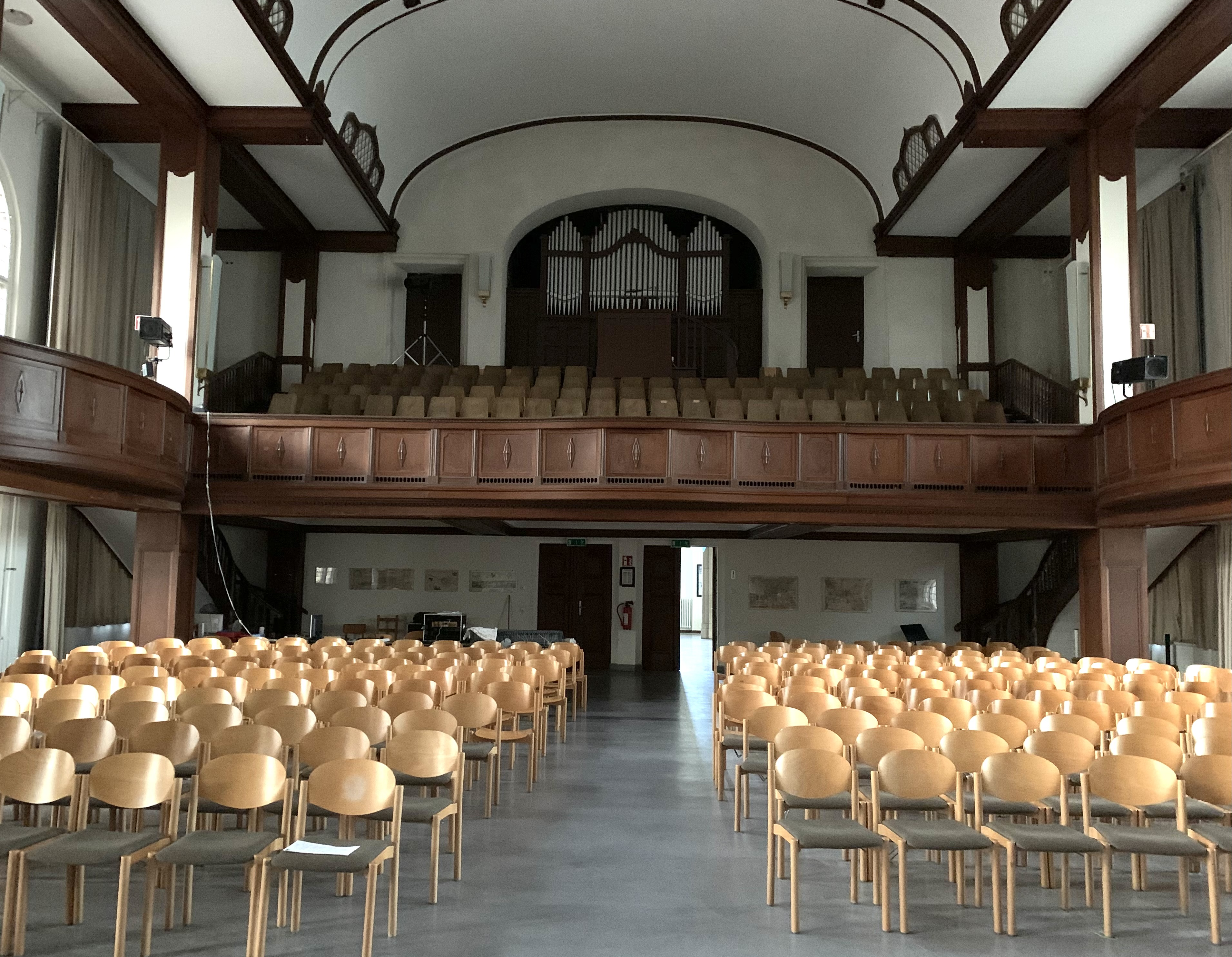
Die Aula mit Orgel
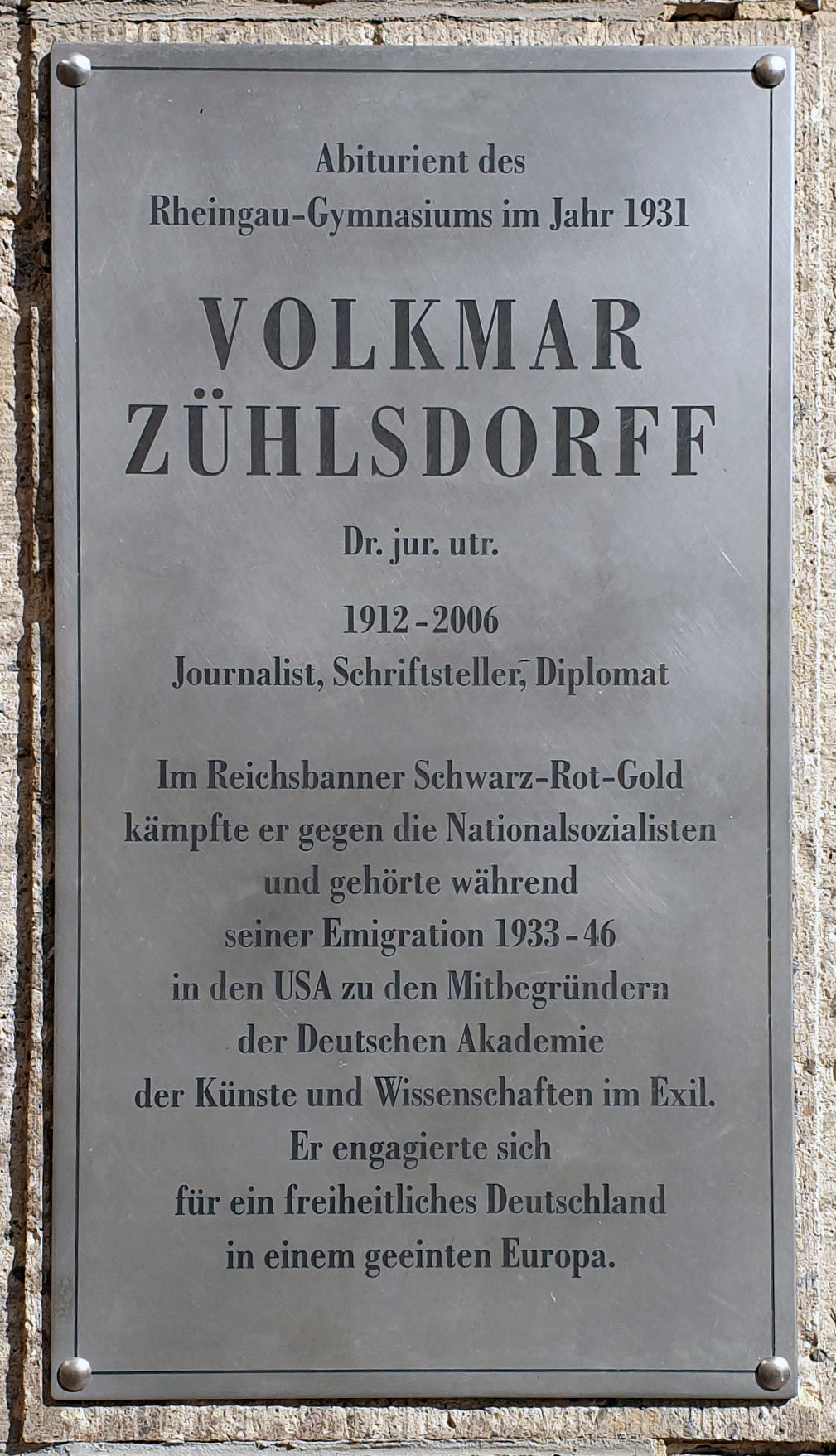
Gedenktafel für Volkmar Zühlsdorff

### Aula mit Walcker-Orgel
Im Jahr 1997 wurde die eigene, aus dem Jahr 1910 stammende Orgel der Firma E. F. Walcker aufwendig restauriert. Diese pneumatische Orgel hat zwei Manuale (acht und fünf Register) und ein Pedal (drei Register). Bei einer pneumatischen Orgel werden die Spielbewegungen mit Druckluft übertragen anstatt mechanisch. In Berlin gibt es nur noch eine einzige weitere pneumatische Orgel, die sich im Berliner Dom befindet.

## Profil
Die 669 Schülerinnen und Schüler kommen aus fast allen Bezirken Berlins und auch aus Brandenburg. Das Kollegium besteht aus 60 Lehrkräften. Zudem gibt es 12 Referendare, die ebenfalls einzelne Klassen und Kurse unterrichten (Stand: 2022).

### Musik
Das Rheingau-Gymnasium bietet seit dem Schuljahr 1999/2000 ab der siebten Jahrgangsstufe einen musikbetonten Zug an. Schüler dieses Zugs erhalten in den Klassen 7 und 8 verstärkten theoretischen und praktischen Musikunterricht. Danach ist es möglich, das Wahlpflichtfach, den Leistungskurs Musik und den Ensemble-Kurs weiterführend zu belegen. Eine Vielzahl an musikalischen AGs fördern die Talente der Teilnehmer.

### Sprachen
Am Rheingau-Gymnasium wird die Sprachausbildung betont. Unterrichtssprache ist überwiegend Deutsch. Die Schüler der Sekundarstufe I können sowohl Englisch als auch Französisch als erste Fremdsprache belegen. 
Als dritte Fremdsprache stehen Spanisch oder Latein zur Verfügung, die ab der 8. Klasse als Wahlpflichtfach gewählt werden können. In der Sekundarstufe II besteht zudem die Möglichkeit – wie auch bei Englisch und Französisch –, Spanisch oder Latein als Leistungs- oder Grundkurs zu wählen. Die Grundkurse Latein und Spanisch sowie der Leistungskurs Spanisch finden jahrgangsübergreifend in der 11. und 12. Klasse statt.

### Fächer
Zu dem Spektrum der angebotenen Fächer am Rheingau-Gymnasium gehören außerdem Informatik, Mathematik, Physik, Chemie, Biologie, Geografie, Geschichte/Politikwissenschaft, Philosophie, Psychologie, Ethik, Kunst, Musik und Sport (Stand: 2025).

### Abschlüsse

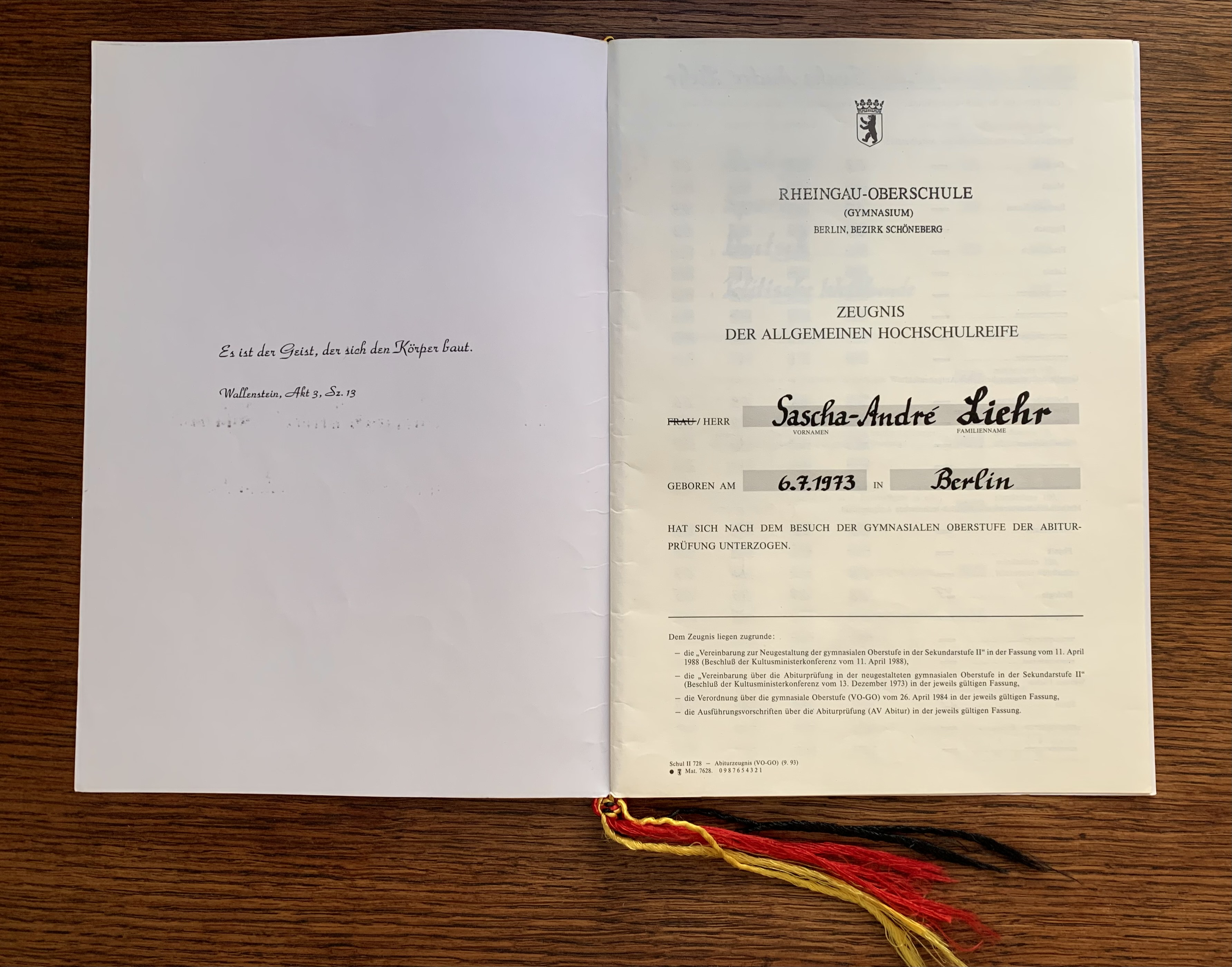
Abiturzeugnis des Rheingau-Gymnasiums

Mit Abschluss der 10. Klasse wird an dem Rheingau-Gymnasium der mittlere Schulabschluss und mit Abschluss der 12. Klasse die allgemeine Hochschulreife erlangt.
Das Cambridge Certificate in Advanced English und das Latinum kann ebenfalls erworben werden. Während für das Cambridge Certificate der Besuch einer zusätzlichen AG nötig wird, erhält man das Latinum nach Besuch des Lateinunterrichtes von Klasse 8 bis Klasse 12 (4. Semester).
Am Gymnasium können Prüfungen zum Deutschen Sprachdiplom abgelegt werden.

### Partnerschaften
Das Rheingau-Gymnasium betreibt eine enge Zusammenarbeit mit dem in der Nachbarschaft gelegenen Paul-Natorp-Gymnasium in Friedenau. Internationale Austauschprogramme unterhält das Rheingau-Gymnasium mit Schulen in Bordeaux (Frankreich),  Tulsa in Oklahoma (USA), Tønder (Dänemark) und Tokio in Japan.

### Regelmäßige Veranstaltungen
- Frühlings-/Weihnachtsmusikabend
- Lounge-Konzert
- Open Rheingau (seit 2012)
- Premiere der Theater-AG
- Soirée française (seit 1999)

## Sportliches Engagement
Schüler und Schülerinnen des Rheingau-Gymnasiums nehmen an zahlreichen Sportwettbewerben im Jahr teil. Insbesondere an Laufwettbewerben wie dem Berliner Staffeltag oder dem Mini-Marathon beteiligt sich die Schule.
Beim Wettbewerb Jugend trainiert für Olympia & Paralympics belegte die Schulmannschaft der Mädchen im Geräteturnen 2024 den 2. Platz in Berlin. 

## Umwelt-Preis
2017 gewannen Schüler des Rheingau-Gymnasium den regionalen Green Buddy Award in der Kategorie Young Green Buddy Award Tempelhof-Schöneberg (Bewerber bis 27 Jahre) für ihr Projekt „Nachhaltiger Konsum an der Schule“. Das Engagement der Schüler wurde – wie auch alle anderen Gewinner in den übrigen Kategorien des Green Buddy Awards – mit einem Preisgeld von 2000 Euro und mit einem individuell auf den Gewinner von Künstlern gestalteten Buddy Bären ausgezeichnet.

## Bekannte Schüler
- Claus Clausen (1899–1989), Theater- und Filmschauspieler, Sprecher und Regisseur.
- Eckhart Dietrich (1937–2023), Richter
- Peter M. Haas (* 1951), Akkordeonist und Musikpädagoge
- Sebastian Klussmann (* 1989), Quizspieler, Redner und Autor
- Peter Landau (1935–2019), Rechtswissenschaftler, Rechtshistoriker und Kanonist
- Horst Meyer (1930–2020), Buchhändler und Verleger, Schüler von 1946–1949
- Detlev Sternberg-Lieben (* 1950), Rechtswissenschaftler und Hochschullehrer
- Carsten Peter Thiede (1952–2004), Literaturwissenschaftler, Historiker, Papyrologe und Theologe
- Klaus Weiß (1932–2009), Bauingenieur

## Die Schule im Film
Das Rheingau-Gymnasium ist bei Filmproduzenten beliebt. Für den Film die Feuerzangenbowle (1944) mit Heinz Rühmann diente das Rheingau-Gymnasium für Außenaufnahmen. Das im Film gezeigte Schulgebäude hingegen war ein Modell auf dem Gelände der Ufastadt Babelsberg.
Mehrere deutsche Filmproduktionen, beispielsweise die RTL-Seifenoper Gute Zeiten, schlechte Zeiten, ein Werbespot des TV-Senders VIVA, zwei Szenen für den Film Sie hat es verdient (2010) mit Veronica Ferres, Bushidos Film Zeiten ändern dich (2010), die Folge Querschläger (2015) der Krimiserie Kommissarin Heller, die ZDF-Familienserie Sabine! (2005) sowie der Film Die Neue (2015) mit Iris Berben wurden hier gedreht. Verschiedene Szenen des Films Der Stinkstiefel (2009) spielen rund um das Gymnasium, unter anderem auf dem Hof der Schule. Auch die Sat1-Serie Blackout (2021), entwickelt von der Wiedemann & Berg Filmproduktion, bediente sich des Rheingau-Gymnasiums als Kulisse.